# Serrasalmus marginatus
Serrasalmus marginatus är en fiskart som beskrevs av Valenciennes, 1837. Serrasalmus marginatus ingår i släktet Serrasalmus och familjen Characidae. Inga underarter finns listade i Catalogue of Life.